# Krasne (gromada w powiecie sokólskim)
Krasne – dawna gromada, czyli najmniejsza jednostka podziału terytorialnego Polskiej Rzeczypospolitej Ludowej w latach 1954–1972.
Gromady, z gromadzkimi radami narodowymi (GRN) jako organami władzy najniższego stopnia na wsi, funkcjonowały od reformy reorganizującej administrację wiejską przeprowadzonej jesienią 1954 do momentu ich zniesienia z dniem 1 stycznia 1973, tym samym wypierając organizację gminną w latach 1954–1972.
Gromadę Krasne z siedzibą GRN w Krasnem utworzono – jako jedną z 8759 gromad – w powiecie sokólskim w woj. białostockim, na mocy uchwały nr 22/V WRN w Białymstoku z dnia 4 października 1954. W skład jednostki weszły obszary dotychczasowych gromad Krasne, Cieśnisk Wielki, Szczuki i Zielony Gaj ze zniesionej gminy Janów oraz gromad Sucha Góra, Piątak, Kizielewszczyzna i Kizielany ze zniesionej gminy Suchowola w tymże powiecie. Dla gromady ustalono 10 członków gromadzkiej rady narodowej.
1 stycznia 1958 do gromady Krasne przyłączono część obszaru zniesionej gromady Kuplisk (wsie Budno i Gabrylewszczyzna oraz kolonię Podbudno).
31 grudnia 1959 gromadę Krasne zniesiono, włączając ją do gromad Janów (wsie Krasne, Cieśnisk Wielki, Cieśnisk Mały, Szczuki, Budno i Gabrylewszczyzna, kolonie Zielony Gaj, Podbudno, Budzisk I i Budzisk II oraz obszar lasów państwowych N-ctwa Kumiałka obejmujący oddziały 1—97), Chodorówka Nowa (wieś Kizielany) i Wólka (wsie Sucha Góra i Kizielewszczyzna oraz kolonie Piątak i Tablewo).